# Nemanja Antonov
Nemanja Antonov (szerbül: Немања Антонов; Pancsova, 1995. május 6. –) szerb utánpótlás-válogatott labdarúgó, a Nyíregyháza Spartacus játékosa.

## Pályafutása

### Klubcsapatokban
Antonov a szerb OFK Beograd csapatánál nevelkedett, a felnőtt csapatban a szerb élvonalban 2013 májusában mutatkozott be egy BSK Borča elleni mérkőzésen. 2015 és 2018 között a svájci Grasshoppers futballistája volt. A 2017-2018-as szezont kölcsönben a szerb FK Partizan csapatánál töltötte, mellyel szerb kupagyőztes lett. 2019-ben igazolt a belga élvonalbeli Mouscron csapatába.

#### Újpest
2020-ban igazolt az Újpest csapatába. 2023-ban távozott, mérlege 105 tétmérkőzésen 8 gól és 16 gólpassz.

#### MTK Budapest
2023. június 3-án az MTK Budapest csapatába igazolt.

### Válogatottban
Többszörös szerb utánpótlás-válogatott. Tagja volt a 2014-es U19-es labdarúgó-Európa-bajnokságon elődöntős, a 2015-ös U20-as labdarúgó-világbajnokságon győztes és a 2017-es U21-es labdarúgó-Európa-bajnokságon csoportkörig jutó válogatottaknak is.

## Sikerei, díjai

### Klubcsapatokban
Partizan
- Szerb labdarúgókupa-győztes: 2018

 Újpest
- Magyar kupagyőztes: 2020–21

### A válogatottban
Szerbia U20
- U20-as labdarúgó-világbajnokság győztes: 2015